# Irredentismo italiano in Dalmazia

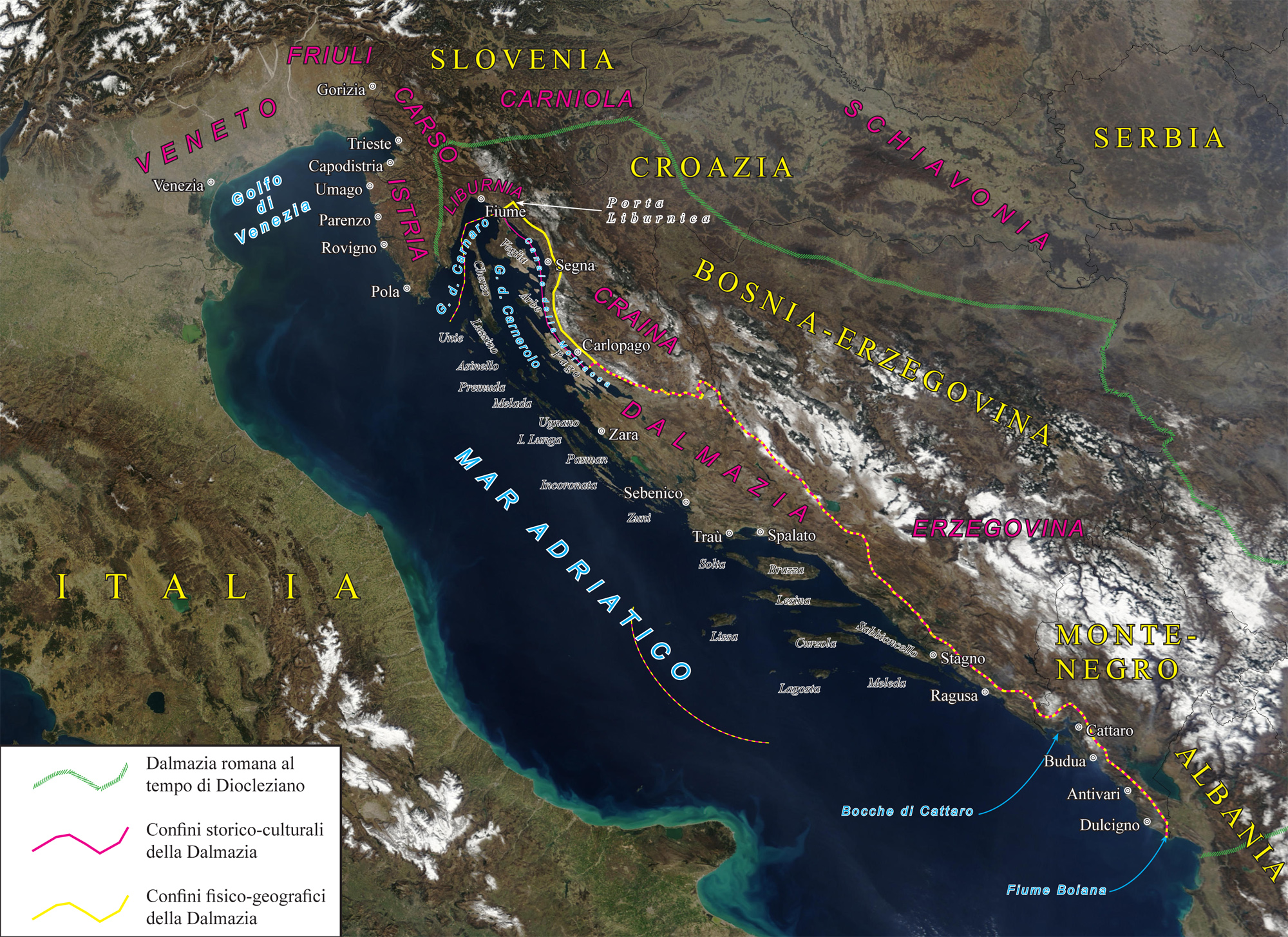
La Dalmazia vista dal satellite, con i suoi confini storici e geografici

L'irredentismo italiano in Dalmazia fu il movimento d'opinione che tra la seconda metà del XIX secolo e la prima metà del XX aspirava all'unione dell'omonima regione alla Nazione italiana.

## Ragioni dell'irredentismo

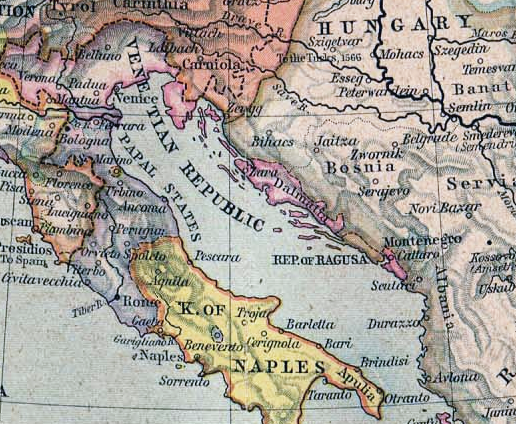
La Dalmazia della Repubblica di Venezia nel 1560

Gli irredentisti dalmati volevano l'annessione della Dalmazia all'Italia perché la ritenevano terra irredenta in quanto culturalmente parte del retaggio identitario italiano e geograficamente inclusa nei confini naturali dell'Italia fisica.
Ricordavano inoltre come la Dalmazia fosse abitata da una comunità italiana sin da prima dell'XI secolo, quando la Repubblica di Venezia aveva iniziato a contendere la regione al Regno di Ungheria sino a che, nel 1409, non ne aveva ottenuto la completa annessione: essa rimase veneziana sino al 1797 (con la sola eccezione della Repubblica di Ragusa) e, tra il 1805 ed il 1807, venne annessa con Ragusa al Regno d'Italia napoleonico.
Nel 1816 la comunità italofona ammontava approssimativamente a 60.000 abitanti, costituendo il 20% della popolazione totale della Dalmazia; nel 1910 a 18.028, costituendone il 2,7%.

## Storia

### I prodromi

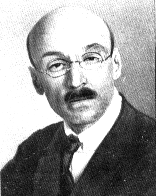
Alessandro Dudan

I primi avvenimenti che coinvolsero i dalmati italiani nel Risorgimento furono i moti rivoluzionari del 1848, durante i quali presero parte alla costituzione della Repubblica di San Marco a Venezia. Gli esponenti dalmati più famosi che intervennero furono Niccolò Tommaseo e Federico Seismit-Doda.
Dopo tale fase storica in Dalmazia nacquero due movimenti a carattere nazionalista, quello italiano e quello slavo. Il movimento italiano trovò come guida Antonio Bajamonti che dal 1860 al 1880 fu podestà di Spalato per il partito autonomista filoitaliano che rappresentava la maggioranza italiana nella città. Fu sindaco riformatore ed unanimemente apprezzato e fu anche membro della Dieta provinciale dalmata (1861-91) e della Camera dei deputati austriaca (1867-70 e 1873-79) fino a quando, col crescere dell'atteggiamento filoslavo di Vienna, Bajamonti reagì con memorabili discorsi al Parlamento centrale nella capitale austriaca. Il governo asburgico tentò allora di allontanare Bajamonti mediante l'offerta di una prestigiosa carriera consolare, ma questi rifiutò. Fu così che, approfittando di un tumulto, nel 1880 fu sciolto il consiglio comunale di Spalato presieduto da Bajamonti.

### Le misure anti-italiane del governo asburgico
Come conseguenza della terza guerra d'indipendenza italiana, che portò all'annessione all'Regno d'Italia, l'amministrazione imperiale austriaca, per tutta la seconda metà del XIX secolo, aumentò le ingerenze sulla gestione politica del territorio per attenuare l'influenza del gruppo etnico italiano temendone le correnti irredentiste. Durante la riunione del consiglio dei ministri del 12 novembre 1866 l'imperatore Francesco Giuseppe I d'Austria tracciò un progetto di ampio respiro mirante alla germanizzazione o slavizzazione dell'aree dell'impero con presenza italiana:
(Francesco Giuseppe I d'Austria, consiglio della Corona del 12 novembre 1866.)

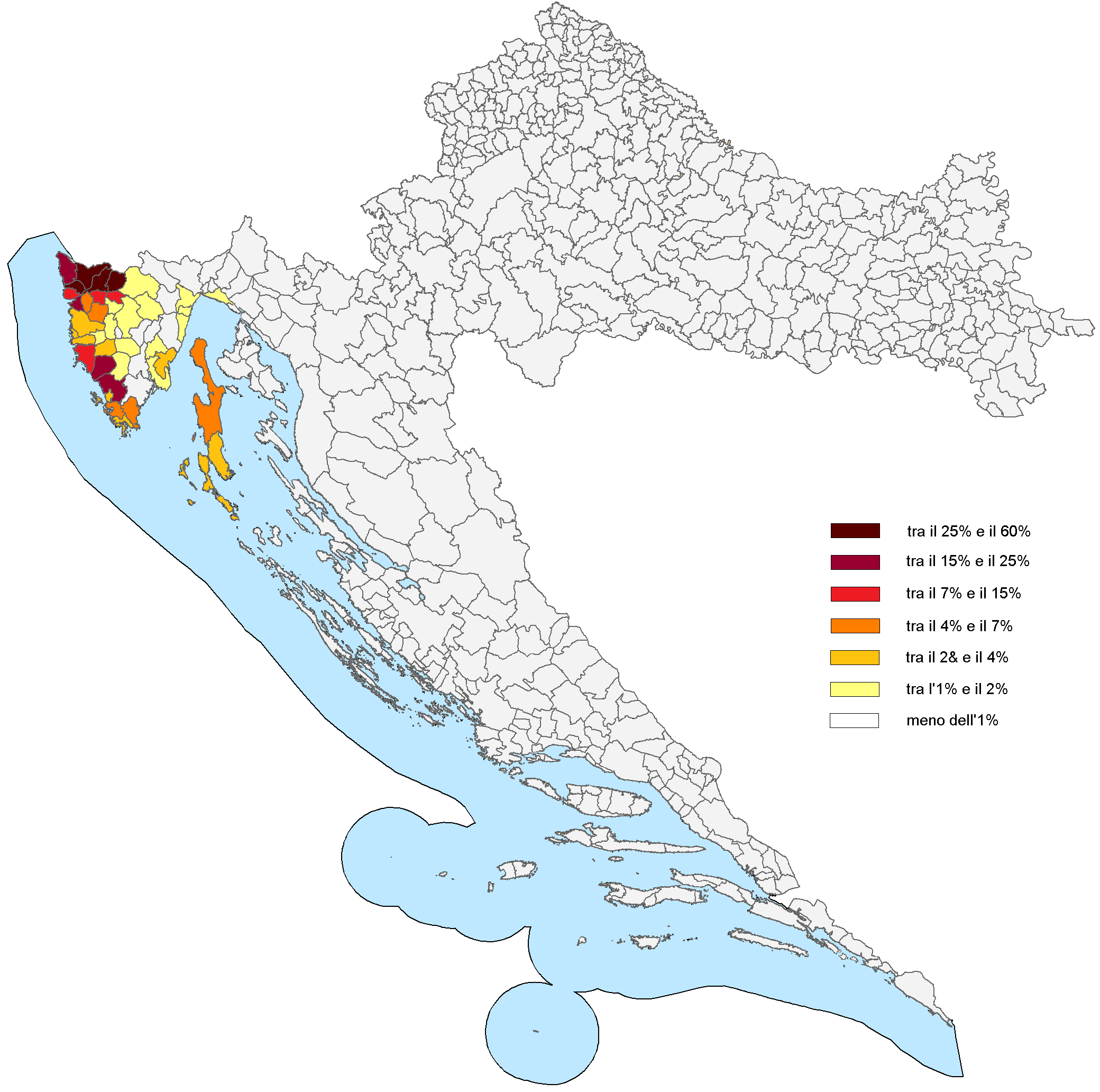
Mappa della Croazia del 2011 indicante i residenti di madrelingua italiana per città e comuni, registrati al censimento ufficiale croato

Tali rigide misure misero in difficoltà la popolazione italiana, contribuendo ad acuire le tensioni italo-slave. La politica di collaborazione con i serbi locali, inaugurata dallo zaratino Ghiglianovich e dal raguseo Giovanni Avoscani, permise poi agli italiani la conquista dell'amministrazione comunale di Ragusa nel 1899. Nel 1909 la lingua italiana venne vietata però in tutti gli edifici pubblici e gli italiani furono estromessi dalle amministrazioni comunali. Queste ingerenze, insieme ad altre azioni di favoreggiamento al gruppo etnico slavo ritenuto dall'impero più fedele alla corona, esasperarono la situazione andando ad alimentare le correnti più estremiste e rivoluzionarie.

### L'irredentismo organizzato

Mappa delle terre considerate irredente

Le istanze politiche dei dalmati italiani erano promosse Partito Autonomista, fondato nel 1878 e scioltosi nel 1919: membro di spicco ne fu Antonio Bajamonti. Il partito, che originariamente ebbe il favore anche di parte della popolazione slava, sostituì progressivamente ad un programma autonomista per la regione un progetto irredentista per la stessa, considerati l'ostilità dell'autorità austriaca e i dissidi con l'elemento slavo.
Nel 1889 la fondazione della Società Dante Alighieri, con l'obiettivo di tutelare e promuovere la lingua italiana del mondo, permise di dare un sostegno alle iniziative di preservazione dell'elemento linguistico italofono, in questo periodo Roberto Ghiglianovich, in qualità di fiduciario della società istituisce la Lega Nazionale a Zara e promuove la valorizzazione della cultura italiana nell'area. Lo stesso anno l'irredentista Luigi Ziliotto diventa podestà di Zara, carica che manterrà fino allo scoppio della prima guerra mondiale, quando sarà accusato di tradimento e dichiarato decaduto dalle autorità austriache.
Il 26 aprile 1909, con provvedimenti legislativi entrati in vigore il 1º gennaio 1912, la lingua italiana perse il proprio status di lingua ufficiale della regione in favore del solo croato (precedentemente entrambe le lingue erano riconosciute): l'italiano non poté più essere usato a livello pubblico e amministrativo, sicché i dalmati italiani furono estromessi dalle amministrazioni comunali, il che non fece che acuire le tendenze irredentiste di molti di essi.
Allo scoppio della prima guerra mondiale molti dalmati italiani si arruolarono nel Regio Esercito per combattere a fianco dell'Italia: tra questi famoso fu Francesco Rismondo, altri, come Natale Krekich e Ercolano Salvi vennero internati in Austria.

### Gli accordi disattesi

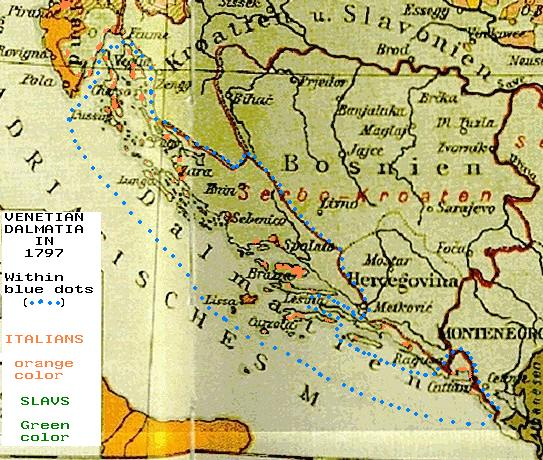
Mappa linguistica austriaca del 1896, su cui sono riportati i confini (segnati con pallini blu) della Dalmazia veneziana nel 1797. In arancione sono evidenziate le zone dove la lingua madre più diffusa era l'italiano, mentre in verde quelle dove erano più diffuse le lingue slave

A seguito della guerra che secondo alcuni storici come Adolfo Omodeo completò il Risorgimento, in base al Patto di Londra, l'Italia avrebbe dovuto annettere la Dalmazia settentrionale, incluse le città di Zara, Sebenico e Tenin.
L'annessione venne contestata dal neonato Regno dei Serbi, dei Croati e degli Sloveni, sostenuto da Woodrow Wilson, e la Dalmazia venne di conseguenza annessa al neonato regno di Jugoslavia, con l'eccezione di Zara e di alcune isole, che vennero assegnate all'Italia con il trattato di Rapallo.
La convivenza tra dalmati italiani e slavi tra le due guerre fu difficile, anche per l'effetto dei rapporti tra Italia e Jugoslavia. Nel 1928 un trattato tra Italia e Iugoslavia per favorire il ritorno di transfughi italiani dalla Dalmazia venne concepito come un affronto dalla popolazione slava e rimase inattuato.
Tra gli irredenti dalmati più attivi vi fu Alessandro Dudan, fervente sostenitore dell'annessione della Dalmazia all'Italia nel corso di entrambe le guerre mondiali.

### La seconda guerra mondiale
Nel 1941, durante la seconda guerra mondiale, la Jugoslavia fu occupata dall'Italia e dalla Germania. La Dalmazia fu divisa tra l'Italia, che vi costituì il Governatorato della Dalmazia, e lo Stato Indipendente di Croazia, che annetté Ragusa e Morlacchia. Dopo la resa italiana (8 settembre 1943) lo Stato Indipendente di Croazia annesse il Governatorato di Dalmazia, salvo i territori che erano stati italiani prima dell'inizio del conflitto, quali Zara.
Con i trattati di pace del 1947 e la susseguente cessione dell'intera Dalmazia alla Jugoslavia, compresa Zara e le isole italiane, i dalmati italiani seguirono la sorte degli esuli istriani; solo un centinaio di essi rimasero a Zara, città italiana rasa al suolo dai bombardamenti in cui dove precedentemente vivevano all'incirca 20.000 connazionali.

### L'esodo
Il movimento irredentista italiano in Dalmazia scomparve definitivamente dopo la seconda guerra mondiale, a causa dell'esodo della maggioranza dei dalmati italiani dalla loro terra d'origine, ma anche per l'abbandono di qualsiasi politica irredentista da parte del nuovo Stato italiano.
La Jugoslavia ha governato l'area fino alla sua disgregazione nel 1991. Nella Jugoslavia la Dalmazia fu parte della Repubblica di Croazia, ma le Bocche di Cattaro e Budua entrarono a far parte della repubblica del Montenegro, e lo sbocco al mare di Neum della Bosnia ed Erzegovina. I confini rimasero invariati anche dopo la dissoluzione della Jugoslavia.